# Dupleks (kommunikation)
 For alternative betydninger, se Dupleks. (Se også artikler, som begynder med Dupleks)
Et dupleks, fuld-dupleks (en. duplex, full-duplex) kommunikationssystem er et system sammensat af to logisk forbundne stykker dataudstyr, som kan kommunikere med hinanden i begge retninger samtidig. (Termen dupleks er ikke anvendt ved beskrivelse af kommunikation mellem mere end to stykker dataudstyr eller apparater.)

## Halv-dupleks
Et halv-dupleks system yder kommunikation begge veje, men kun i en retning ad gangen (ikke samtidigt). Så snart datavært A begynder at modtage et signal, må A vente på at datavært B senderenden stopper sendingen, før A kan svare.
Et eksempel på et halv-dupleks system er et to-datavært system som f.eks. et "walkie-talkie" lignende tovejsradiosystem, hvor den ene må sige "skifter" – eller en anden aftalt kommado som indikerer slutningen på sendingen, for at sikre at kun en datavært (her person) sender ad gangen, fordi begge dataværter benytter samme kommunikationskanal. 
En god analogi for et halv-dupleks system kan være en vej med kun en farbar vejbane med trafikstyring (lyssignaler) i begge ender. Trafikken kan gå i begge retninger, men kun én retning ad gangen, reguleret af trafikstyringen.